# Неозой
| Еон                         | Ера Продължителност    | Период                 | Начало в млн. г. |
| --------------------------- | ---------------------- | ---------------------- | ---------------- |
| Фанерозой                   |                        |                        |                  |
| Неозой 65,5 млн. г.         | Кватернер              | 2,588                  |                  |
| Неозой 65,5 млн. г.         | Неоген                 | 23,03                  |                  |
| Неозой 65,5 млн. г.         | Палеоген               | 65,5                   |                  |
| Мезозой 185,5 млн. г.       | Креда                  | 145,5                  |                  |
| Мезозой 185,5 млн. г.       | Юра                    | 199,6                  |                  |
| Мезозой 185,5 млн. г.       | Триас                  | 251                    |                  |
| Палеозой 291 млн. г.        | Перм                   | 299                    |                  |
| Палеозой 291 млн. г.        | Карбон                 | 359,2                  |                  |
| Палеозой 291 млн. г.        | Девон                  | 416                    |                  |
| Палеозой 291 млн. г.        | Силур                  | 443,7                  |                  |
| Палеозой 291 млн. г.        | Ордовик                | 488,3                  |                  |
| Палеозой 291 млн. г.        | Камбрий                | 542                    |                  |
| Протерозой                  |                        |                        |                  |
| Неопротерозой 458 млн. г.   | Едиакарий              | 630                    |                  |
| Неопротерозой 458 млн. г.   | Криоген                | 850                    |                  |
| Неопротерозой 458 млн. г.   | Тоний                  | 1 000                  |                  |
| Мезопротерозой 600 млн. г.  | Стений                 | 1 200                  |                  |
| Мезопротерозой 600 млн. г.  | Ектасий                | 1 400                  |                  |
| Мезопротерозой 600 млн. г.  | Калимий                | 1 600                  |                  |
| Палеопротерозой 900 млн. г. | Статерий               | 1 800                  |                  |
| Палеопротерозой 900 млн. г. | Орозирий               | 2 050                  |                  |
| Палеопротерозой 900 млн. г. | Рясий                  | 2 300                  |                  |
| Палеопротерозой 900 млн. г. | Сидерий                | 2 500                  |                  |
| Архай                       | Неоархай 300 млн. г.   | Неоархай 300 млн. г.   | 2 800            |
| Архай                       | Мезоархай 400 млн. г.  | Мезоархай 400 млн. г.  | 3 200            |
| Архай                       | Палеоархай 400 млн. г. | Палеоархай 400 млн. г. | 3 600            |
| Архай                       | Еоархай                | Еоархай                | 4 000            |
| Хадей                       | Хадей                  | Хадей                  | 4 540            |

Неозоят (от гръцки καινός, нов и ζωή, живот) (употребяват се и наименованията кайнозой и ценозой) е най-новата от трите геоложки ери на еона фанерозой. Названието е предложено през 1841 г. от английския геолог Джон Филипс (1800 – 1874). подразделя се на три периода – палеоген, неоген и кватернер, които от своя страна се делят на седем епохи – палеоцен, еоцен, олигоцен, миоцен, плиоцен, плейстоцен и холоцен. Общата продължителност на неозоя се оценява на около 65 млн. години, от които на палеогена се падат около 40 – 45 млн., на неогена 20 – 25 млн., а на кватернера от 0,6 до 1,7 или даже до 3,5 млн. години.

## Обща характеристика
През неозоя се формират съвременните очертания на континентите и океаните. Още в самото му начало завършва протичащото през целия мезозой разпадане на единния южен континентален масив Гондвана и обособяването на сегашните континентални блокове Южна Америка, Африка, Индостан, Австралия и Антарктида, разделени от новообразуваните падини на Индийския и южните части на Атлантическия океан. Евразия и Африка към средата на периода образуват континенталния масив на Стария Свят и спояването на планинските съоръжения в Средиземноморския геосинклинален пояс. През палеогена на мястото на последния се е разполагал обширния морски басейн Тетис, простиращ се от Гибралтар до Хималиете и Индонезия. През средата на палеогена тетиското море заляло обширни райони по околните платформи и най-вече пределите на съвременните Западна Европа, южната част на Източноевропаейската равнина, Западен Сибир, Средна Азия, Северна Африка и Арабия. Започвайки от късния палеоген тези територии постепенно са се освободили от залелите ги морски води. В Средиземноморския пояс в резултат от процесите на алпийската тектогенеза към края на неогена се образувала система от младонагънати планини, включваща Атласките и Андалузките планини, Пиренеите, Алпите, Апенините, Динарските планини, Стара планина, Карпатите, Кавказ, Хиндукуш, Памир, Хималаите, планините в Мала Азия, Иран, Мианмар и Индонезия. Океанът Тетис постепенно се разпада на отделни части, дългата еволюция на които довежда до образуването на система от падини – Средиземно, Черно и Каспийско морета.
Младонагънати планински системи се формират също и по перифериите на Тихия океан. Към тях се отнасят своеобразните по своята структура и история на развитие вериги от планински островни дъги по западната периферия (Алеутска, Камчатско-Курилска, Японска, Филипинска, Новозеландска), а също и планините по крайбрежието на Антарктида и Андите в Южна Америка. Дъги от планински острови се образуват и в Атлантическия океан (Антилски острови и Южноантилската дъга между нос Хорн и Антарктида). Заедно със съпровождащите ги дълбоководни океански падини островните дъги образуват геосинклинални системи, развиващи се и досега. Повечето от тях се отделят от съседните континенти чрез периферни морета (Бериново, Охотско, Японско, Южнокитайскио, Тасманово, Карибско, Мексикански залив), възникнали също през неозоя. В северната половина на Тихоокеанския геосинклинален пояс обширни територии, заети от мезозойски нагънати структури (Сихоте-Алин, Верхояно-Чукотската нагъната област, голяма част от Кордилерите в Северна Америка), изпитват периодически усилващи се общи издигания с относителни премествания на големи блокове по разломи. В Северна Америка тези издигания временно се съпровождат от масово изливане на лава (базалтовите покривки в платото Колумбия в САЩ и в Мексиканската планинска земя). В тези райони блоковите движения обхващат и периферията на прилежащата Североамериканска (Канадска) платформа, създавайки паралелната на Кордилерите верига на Скалистите планини.
В Евразия издиганията и блоковите премествания по разломи обхващат още по-големи площи от нагънати структури с различна възраст, предизвиквайки образуването на планински релеф на пространства, които до тогава са силно заравнени от продължителна денудация. Такъв произход имат планинските вериги, включващи Тяншан, Алтай, Саяните, Яблоновите и Становите планини, планините в Централна Азия и Тибет, Скандинавския полуостров и Урал. Заедно с тях в Евразия през неозоя се образуват системи от разломи с големи дължини, съпровождащи се от линейно простиращи се рифтове, изразени в релефа във вид на дълбоки долинообразни падини, в които често са разположени големи водоеми. Най-голямата рифтова система простираща се в меридионално направление от грабена на долината на река Йордан и Мъртво море до долното течение на река Замбези. Развитието на тази рифтова система се съпровожда от интензивен вулканизъм в Източна Африка, продължаващ и досега. По-малката по размери Байкалска рифтова система включва падината на езерото Байкал и продължаващите ѝ на североизток депресии и грабени.

## Климат
Климатът на Земята през палеогена и бил значително по-топъл от сегашния. Даже в пределите на Арктика растели смесени гори, а в големи части от Европа, Северна Азия и Северна Америка растителността имала тропичен и субтропичен облик. Образуването на обширни континенти през втората половина на неозоя предизвикало осушаване на шелфа край Северна Евразия и Северна Америка, частичната изолация на Северния Ледовит океан, а също увеличаването на районите заети от планини. Това довело до увеличаване на контрастите между климатичните пояси и общото захлаждане на климата на Земята. Започнал още в края на палеогена, този процес довел до това, че през кватернера със средните ширини на Северното полукълбо нееднократно възникват огромни континентални ледници, а наземните животни и растения, характерни днес за субполярните области, проникват далеч на юг, чак до Крим и Северен Кавказ. Обширни ледникови покривки се развиват в Северна Америка, Европа и Северна Азия. В Южното полукълбо рязко увеличават своите размери ледниците в Андите и Нова Зеландия, като ледници се появяват и на остров Тасмания. Последният по време ледников период в Северна Америка и Европа изчезва преди 10 – 12 хил. години.

## Органичен свят
Сухоземната растителност още през кредния период изпитва съществено обновление, като в съставът ѝ господстващо място заемат покритосеменните (цветни) растения. Към началото на неозоя възникват не само голяма част от сега съществуващите семейства покритосеменни, но и много техни родове, които в миналото, поради изменението на климата, формират типични общества, свойствени за различните климатични пояси. Започвайки от средата на палеогена се появяват тревисти формации от типа на саваните и степите, от края на неогена – формациите на игролистните гори от типа на тайгата, а след това на лесотундрата и тундрата. На границата между мезозоя и неозоя измират господстващите през мезозоя групи рептилии и тяхното място на сушата се заема от базайниците, съставляващи заедно с птиците ядрото от фауната на сухоземните гръбначни животни през неозоя. В големи части от континентите господстващо положение придобиват висшите плацентни бозайници и само в Австралия, отделила се от останалата суша преди тяхното масово появяване, се развива своеобразна фауна от двуутробни и еднопроходни. В течение на ранния палеоген бозайниците са представени предимно от дребни, слабо специализирани форми. От средата на палеогена се появяват почти всички съществуващи сега семейства, а също и някои, впоследствие измрели, своеобразни групи. Разнообразните бозайници стават все по-големи и започва техния истински разцвет. В края на палеогена обитават както дребни, така и едри бозайници, по размери понякога превишаващи съвременните слонове. Особено богата е фауната от бозайници през неогена. Част от тях вторично се завръщат във водата. Най-рано това става с китообразните, възникнали, вероятно, в началото на неозоя, като в началото на еоцена играят същата роля в морската фауна, както и сега. Значително по-късно, най-вероятно в края на палеогена, се отделят перконогите (моржове, тюлени), явяващи се потомци на хищните бозайници. В крайна сметка, в средата на палеогена се появяват и ръкокрилите. Много древна, съществуваща от самото начало на неозоя е групата на приматите, дългата еволюция на които довежда до появяването през неогена на висшите човекообразни маймуни, а в началото на кватернера и на първите примитивни хора – първобитния човек.
В сравнение с висшите животни фауната на безгръбначните много слабо се е видоизменя през неозоя в сравнение с мезозоя. На сушата от средата на кредата, във връзка с появяването на цветните растения рязко нараства числеността на разнообразните насекоми, бурно развиващи се и впоследствие. Във връзка с изменението и състава на растителността, през неозоя рязко нараства броя и разнообразието на сухоземните коремоноги мекотели. В морската фауна на безгръбначните най-важното събитие става на границата между мезозоя и неозоя, което се съпровожда с пълното измиране на по-рано широко разпространените амонити и белемнити, предаващи най-голямото своеобразие на мезозойската фауна. След това обликът на последните в основни черти става сходен със съвременната фауна, тъй като в нейния състав доминират близки към сега съществуващите групи двучерупчести и коремоноги мекотели, морски таралежи, шестлъчеви корали и др. Изклюение представлява появяването и бурния разцвет през палеогена на нумулитите – своеобразна група от големи бентостни фороминифери, от раковините на които в зоната на океана Тетис и околните райони са изградени цели пластове от палеогенови варовици. В началото на неогена нумулитите почти напълно измират и до наши дни в тропичните морета достигат само малочислени и силно изменени техни потомци.

## Полезни изкопаеми
През неозоя образуването на рудни находища с ендогенен произход е много слабо, тъй като дълбоките недра на младонагънатите планини, с които те са свързани, още почти не са разкрити от денудацията. Най-голямо значение имат находищата на нефт и газ, които са съсредоточени предимно на периферните потъвания, обкръжаващи алпийските нагънати системи (Месопотамия, Прикарпатието, Предкавказието и др.). Седиментните неозойски пластове съдържат също големи залежи от кафяви въглища, оолитови кафяви железисти формации, манганови руди (Чиатура, Никопол), каменни и калиеви соли (Прикарпатието, Закарпатието), боксити, фосфорити (Тунис, Алжжир, Мароко), различни строителни материали.